# Шереза
Шереза, Хереса (валенс. Xeresa (офіційна назва), ісп. Jeresa) — муніципалітет в Іспанії, у складі автономної спільноти Валенсія, у провінції Валенсія. Населення — 2274 особи (2010).

## Географія
Муніципалітет розташований на відстані близько 340 км на південний схід від Мадрида, 55 км на південь від Валенсії.

## Демографія
Динаміка населення (INE ):

## Галерея зображень

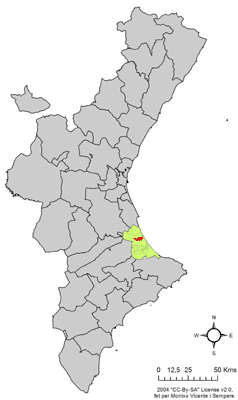
Розташування муніципалітету Шереза у автономній спільноті Валенсія
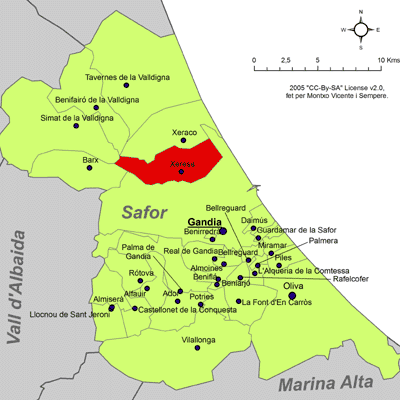
Розташування муніципалітету Шереза у комарці Сафор